# Arsamuch I
Arsamuch I – król chorezmijski, żyjący na przełomie II i III wieku, z dynastii Swijaszydów. 
Monety bite w imieniu Arsamucha I i jego żony są najstarszym zabytkiem języka chorezmijskiego. Przedstawiają one łysego króla w czapce z daszkiem. Na dole monety znajduje się napis Król Ars[a]much,  a na odwrocie – tamga w kształcie litery S i postać jeźdźca na koniu.
Postać króla Arsamucha pojawia się w pierwszym tomie powieści Teodora Parnickiego Twarz księżyca.